# Erwin Ratz
Erwin Ratz (1898-1973) fue musicólogo y teórico de la forma musical y pianista, nacido en Austria.

## Biografía
Ratz estudió musicología con Guido Adler y composición con Arnold Schönberg, siendo un activo admirador de la obra de su maestro. Hacia la década de 1920 trabajó en la Bauhaus, y posteriormente fue profesor de análisis musical en Viena, antes de la Segunda Guerra Mundial.
Su mejor obra sobre musicología es Introducción a la forma musical, en la cual Ratz destaca el estilo musical de Bach y Beethoven en primer lugar.
Otra de sus facetas es la edición y transcripción de obras orquestales para piano, como su versión para dos pianos del Adagio de la Décima Sinfonía mahleriana.